# 埼玉県立小鹿野高等学校
埼玉県立小鹿野高等学校（さいたまけんりつ おがのこうとうがっこう）は、埼玉県秩父郡小鹿野町大字小鹿野に所在する公立の高等学校。
総合学科単位制、少人数学級編成・少人数授業・学び直し学習・地域連携学習などを実施している。県内中学校出身者を対象とした山村留学制度「小鹿野高等学校ハートウオーミングステイ」がある。

## 設置学科
- 総合学科
  - 情報・ビジネス系列
  - 福祉・生活系列
  - 郷土・環境系列
  - 国際教養系列

## 沿革
- 1948年（昭和23年） - 前身の埼玉県立秩父農業高等学校小鹿野分校（定時制課程昼間普通科）が開校。
- 1949年（昭和24年） - 夜間定時制課程を増設。
- 1953年（昭和28年） - 埼玉県立秩父農業高等学校小鹿野分校の昼間定時制が廃止され、埼玉県立小鹿野高等学校が開校し、全日制課程普通科を設置。
- 1953年（昭和28年） - 校歌を制定。
- 1954年（昭和29年） - 定時制夜間の埼玉県立秩父農業高等学校小鹿野分校が廃校となり、定時制課程（夜間普通科）を設置。
- 1990年（平成 2年） - 情報コースを設置。
- 1990年（平成 2年） - 制服を改定。
- 1999年（平成11年） - 中高一貫教育推進校に指定。
- 2002年（平成14年） - 定時制課程を廃止。
- 2003年（平成15年） - 普通科から総合学科に学科改編。
- 2003年（平成15年） - 近隣3町村（小鹿野町、吉田町、両神村）の5中学校との連携型中高一貫教育校となる。
- 2012年（平成24年） - 山村留学制度「小鹿野高等学校ハートウオーミングステイ」試行開始。
- 2013年（平成25年） - 連携型中高一貫教育を解消。
- 2019年（平成31年） - コミュニティ・スクールとなる。
- 2019年（平成31年） - 小鹿野町と包括連携協定を締結。

## 中高一貫教育
2003年より小鹿野町立小鹿野中学校、小鹿野町立長若中学校、小鹿野町立三田川中学校、両神村立両神中学校、吉田町立吉田中学校（2005年10月1日に両神村は小鹿野町と合併、吉田町は秩父市と合併）と連携型の中高一貫教育に取り組んでいたが、2013年に解消した。

## 学年、学期および休業日
学年は4月1日に始まり、翌年3月31日に終わる。
また、学年を分けて、3学期とする。
- 第1学期：4月1日から8月31日まで
- 第2学期：9月1日から12月31日まで
- 第3学期：1月1日から3月31日まで

イベントとして、体育祭、文化祭、予餞会などがある。

## 交通
- 西武秩父線西武秩父駅または秩父鉄道秩父駅より西武観光バス「小鹿野車庫」または「栗尾」行きで「小鹿野」停留所下車、徒歩5分。

## 著名な出身者
- 加藤峻二（中退、競艇選手）
- 三代目蜃気楼龍玉（落語家）